# Kantonsraad van Obwalden
De Kantonsraad van Obwalden (Duits: Kantonsrat) is het kantonsparlement van het kanton Obwalden. De Kantonsraad heeft wetgevende bevoegdheden en bestaat uit 55 leden die via algemeen kiesrecht worden gekozen voor de duur van vier jaar. De laatste verkiezingen vonden op 7 maart 2010 plaats.

## Samenstelling Kantonsraad 2002, 2006 en 2010
De samenstelling van de Kantonsraad na de verkiezingen van 2002, 2006 en 2010 ziet er als volgt uit:
| Partij   | Zetels 2002 | % 2002 | Zetels 2006 | % 2006 | Zetels 2010 | % 2010 |
| -------- | ----------- | ------ | ----------- | ------ | ----------- | ------ |
| CVP      | 21          | 34,9%  | 23          | 35,2%  | 20          | 34,2%  |
| SVP      | 7           | 13,4%  | 6           | 13,8%  | 11          | 21,7%  |
| FDP      | 11          | 20,9%  | 10          | 20,9%  | 10          | 17,7%  |
| CSP      | 8           | 15,5%  | 10          | 16,4%  | 8           | 14,3%  |
| SP       | 8           | 15,3%  | 6           | 13,1%  | 6           | 11,4%  |
| Overigen | 0           | 0,0%   | 0           | 0,6%   | 0           | 0,7%   |
| Totaal   | 55          | 100%   | 55          | 100%   | 55          | 100%   |

## Voetnoten
1. ↑  De CSP is in 2002 uit het samenwerkingsverband met de CVP gestapt en is sindsdien een zelfstandige partij met een waarnemersstatus binnen de federale CSP.